# Aurobindo Pharma
Aurobindo Pharma — международная индийская фармацевтическая компания со штаб-квартирой в Хайдарабаде. Специализируется на производстве активных фармакологических ингредиентов и дженериков, в частности антибиотиков и противовирусных препаратов. Основной рынок — США (50 % выручки).

## История
Компания основана в 1986 году, первым её продуктом был полусинтетический пенициллин. В 1995 году Aurobindo Pharma разместила свои акции на двух индийских фондовых биржах. В 2000 году компания начала поставку лекарственных средств в США, а в 2003 году создала совместное предприятие в КНР. В 2006 году была куплена британская компания Milpharm. В сентябре 2011 года в России было создано совместное предприятие с ОАО «Диод» по производству и реализации дженериков. В 2014 году были куплены некоторые европейские операции компании Actavis. В 2017 году была куплена португальская компания Generis Farmaceutica.

## Деятельность
Производственные мощности компании находятся в Индии, США, Бразилии и Португалии, научно-исследовательские лаборатории — в Индии и США. Половина выручки приходится на США, 24 % — на Европу, 8 % — на Индию.